# Bateria (beisebol)

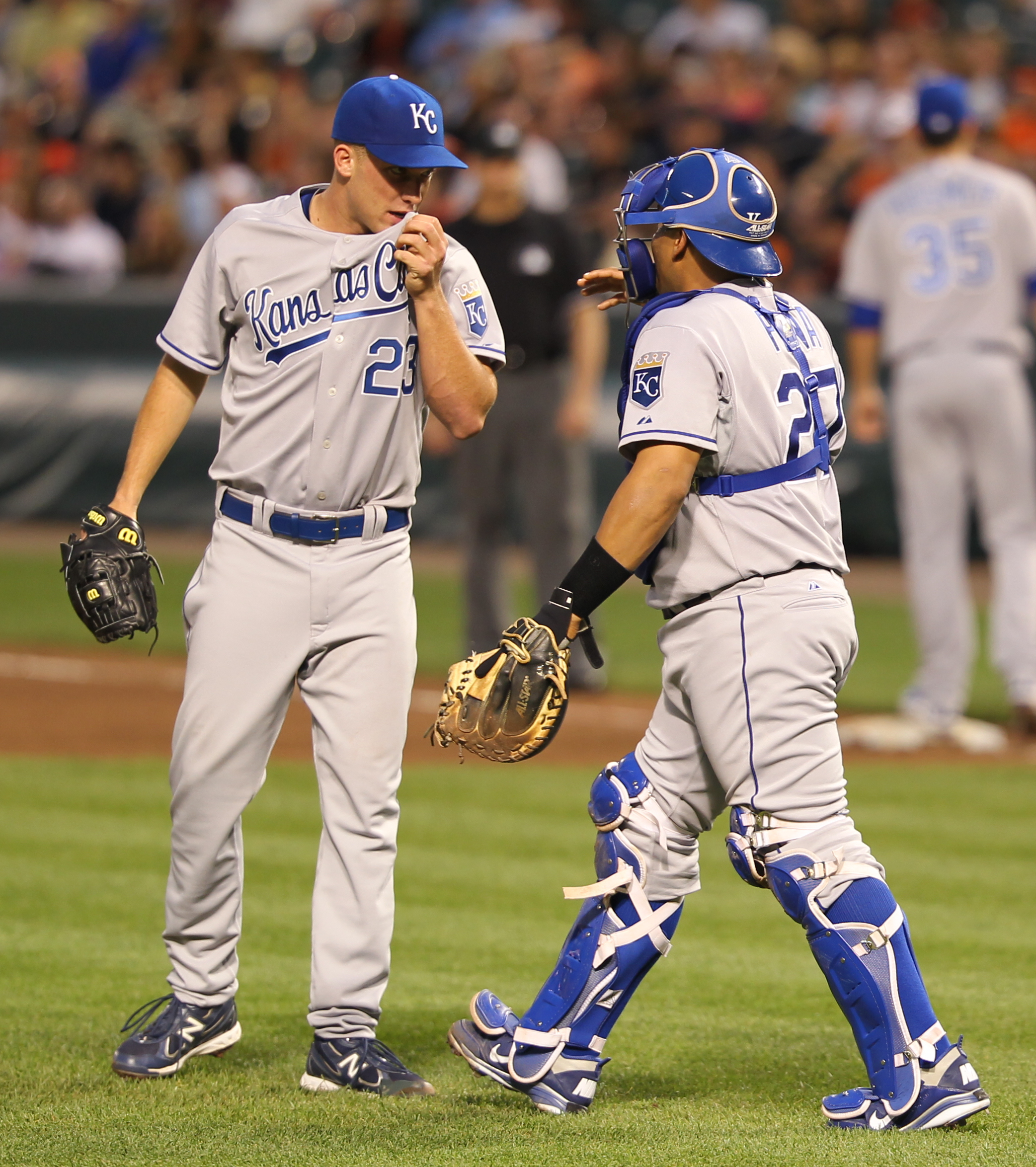
Arremessador e receptor.

No basebol, o termo bateria refere-se coletivamente ao arremessador e ao receptor, compreendendo duas das nove posições de campo, e distinguindo das três posições de defensores externos e os quatro defensores internos.